# 拉马赞·沙欣
拉马赞·沙欣（土耳其語：Ramazan Şahin，1983年7月8日—），土耳其男子摔跤运动员。他曾代表土耳其参加2008年和2012年夏季奥林匹克运动会摔跤比赛，其中2008年奥运会获得一枚金牌。